# 温科·耶洛瓦茨
温科·耶洛瓦茨（1948年11月18日—），克罗地亚、斯洛文尼亚男子篮球运动员。他曾代表南斯拉夫参加1972年和1976年夏季奥林匹克运动会篮球比赛，获得一枚银牌。